# Rajon Krasnosnamensk
Der Rajon Krasnosnamensk ist eine Verwaltungseinheit im äußersten Nordosten der russischen Oblast Kaliningrad an der Grenze zu Litauen.
Seit 2016 besteht der Rajon nur noch administrativ-territorial und wird mit Administrativer Rajon Krasnosnamensk (russisch Краснознаменский административный район) bezeichnet. Die kommunale Selbstverwaltung wird als Munizipalkreis organisiert, dessen Verwaltungssitz die Stadt Krasnosnamensk (Lasdehnen/Haselberg) ist.
Die nördliche Grenze bildet der Fluss Memel. Außerdem wird der Rajon von deren linkem Nebenfluss Scheschuppe sowie dem Pregel-Quellfluss Instrutsch (Inster) durchflossen. Memel und ein Teilabschnitt der Scheschuppe bilden die nördliche und einen Teil der östlichen Grenze des Rajon und damit der Oblast zum EU-Mitgliedsstaat Litauen.
Die Gegend gehört zu den am dünnsten besiedelten der Oblast, Haupterwerbszweig der Bevölkerung ist die Landwirtschaft. Das Landschaftsbild wird von naturbelassenen Wäldern und versteppenden Weiden bestimmt. Durch das Rajonsgebiet verlaufen keine wichtigen Verkehrsverbindungen, den Großteil des Personentransportes übernehmen neben dem Individualverkehr Linienbusse.

## Kommunale Selbstverwaltung
Auf dem Territorium des Rajons Krasnosnamensk besteht seit 2022 die kommunale Selbstverwaltungseinheit Munizipalkreis Krasnosnamensk (ru. Краснознаменский муниципальный округ, Krasnosnamenski munizipalny okrug) mit der Stadt Krasnosnamensk und den weiteren auf dem Territorium des Rajons befindlichen 54 Siedlungen (ru. possjolok).

## Geschichte
Der Rajon wurde am 7. April 1946 als Pillkallenski rajon gegründet. Sein Gebiet entsprach ungefähr dem des bis 1945 existierenden Kreises Pillkallen (seit 1938 Kreis Schloßberg (Ostpr.)). Im Norden und Westen umfasste er außerdem den nordöstlichen und östlichen Teil des früheren Landkreises Tilsit-Ragnit (in den Grenzen von 1922 bis 1939) sowie im äußersten Südosten einen kleinen Teil des früheren Kreises Stallupönen (seit 1938 Kreis Ebenrode; Gebiet um das Dorf Sodargen, später russisch Tretjakowo). Dafür gehörte die südwestliche Ecke des Kreises Pillkallen um den Ort Mallwischken (Mallwen), ab 1947 russisch Maiskoje, nun zum Rajon Gussew.

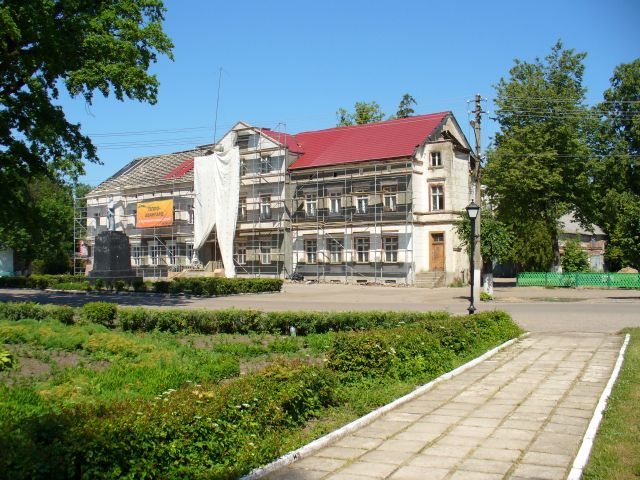
Gebäude der Rajonverwaltung in Krasnosnamensk (2006)

Bei den Kämpfen am Ende des Zweiten Weltkriegs war der Ostteil des Kreises Pillkallen mit der Kleinstadt Schirwindt, ab 1947 russisch Kutusowo, allerdings völlig verwüstet worden und wurde auch fortan militärisch genutzt. Auch die Kreisstadt Pillkallen (seit 1938 Schloßberg), ab 1947 russisch Dobrowolsk, war sehr stark zerstört worden. Deshalb wurde die Rajonverwaltung in dem am Fluss Szeszuppe gelegenen Ort Lasdehnen (seit 1938 Haselberg) eingerichtet. Zuständig für den Rajon war ab Ende Mai 1946 zunächst die Verwaltung für zivile Angelegenheiten des Rajons Pillkallen (ru. Управление по гражданским делам Пиллькалленского района, Uprawlenie po graschdanski delam Pillkallenskogo rajona).
Am 7. September 1946 wurde der Ort Lasdehnen zur Stadt erklärt und in Krasnosnamensk umbenannt und der Rajon hieß nun Krasnosnamenski rajon. Im Sommer 1947 wurde zur Verwaltung des Rajons das Exekutivkomitee des Krasnosnamensker Rajonsowjets der Abgeordneten der Werktätigen ernannt (ru. Исполнительный комитет Краснознаменского районного Совета депутатов трудящихся, Ispolnitelny komitet Krasnosnamenskowo rajonowo Soweta deputatow trudjaschtschichsja; kurz: Краснознаменский Райисполком, Krasnosnamenski Rajispolkom).
In den Jahren 1963 bis 1965 gehörten während einer kurzzeitigen allgemeinen Verwaltungsreform auch weite Teile des Rajons Neman zum Rajon Krasnosnamensk. Im Jahr 1977 wurde in der Bezeichnung der Rajonverwaltung der Begriff „der Abgeordneten der Werktätigen“ durch „der Volksabgeordneten“ ersetzt (ru. народных депутатов, narodnych deputatow). Nach dem Zerfall der Sowjetunion wurde im Jahr 1991 die Rajonverwaltung in Administration des Rajons Krasnosnamensk (ru. Администрация Краснознаменского района, Administrazija Krasnosnamenskowo rajona) umbenannt.
Im Jahr 1998 wurde auf dem Territorium des Rajons Krasnosnamensk die (gleichnamige) kommunale Selbstverwaltungseinheit Rajon Krasnosnamensk eingerichtet. Im Jahr 2004 bekam diese Verwaltungseinheit den Status eines Stadtkreises (ru. Краснознаменский городской округ, Krasnosnamenski gorodskoi okrug). Der Stadtkreis Krasnosnamensk wurde von der Gerichtsbarkeit jedoch verworfen. Daraufhin bekam diese Verwaltungseinheit im Jahr 2008 den Status eines "munizipalen" Rajons und wurde mit Munizipaler Rajon Krasnosnamensk bezeichnet (ru. Краснознаменский муниципальный район, Krasnosnamenski munizipalny rajon); darin wurde die kommunale Selbstverwaltung auf die lokale Ebene ausgeweitet und die bestehenden sieben Dorfbezirke in drei Landgemeinden umgewandelt. Im Jahr 2016 wurde die kommunale Selbstverwaltung (wieder) als Stadtkreis organisiert. Im Jahr 2022 wurde der Stadtkreis in einen Munizipalkreis umgewandelt.

### Dorfsowjets/Dorfbezirke 1947–2008
| Name           | Verwaltungssitz | deutscher Name                 | Bemerkungen |
| -------------- | --------------- | ------------------------------ | --- |
| Chlebnikowski  | Chlebnikowo     | Schilleningken (Ebertann)      | seit 1965, Zusammenlegung von Saretschenski und Tolstowski                                                               |
| Dobrowolski    | Dobrowolsk      | Pillkallen (Schloßberg)        | |
| Liwenski       | Liwenskoje      | Galbrasten (Dreifurt)          | bis 1954, dann zu Timofejewski                                                                                           |
| Mitschurinski  | Mitschurino     | Lasdinehlen (Sommerswalde)     | bis 1959, dann (im Wesentlichen) zu Pobedinski                                                                           |
| Nemanski       | Nemanskoje      | Trappönen (Trappen)            | |
| Nowouralski    | Nowouralsk      | Uszpiaunehlen (Fohlental)      | bis 1959, dann auf Dobrowolski und Prawdinski aufgeteilt                                                                 |
| Pobedinski     | Pobedino        | Schillehnen (Schillfelde)      | |
| Podgorodnenski | Podgorodnoje    | Tuppen                         | bis 1960, dann zu Timofejewski; der Ort Podgorodnoje wurde 1997 dem Ort Abramowo angeschlossen.                          |
| Prawdinski     | Prawdino        | Grumbkowkeiten (Grumkowsfelde) | bis 1954, dann zu Prawdinski, 1959 einschließlich eines Teils von Nowouralski wieder eingerichtet                        |
| Saretschenski  | Saretschnoje    | Tulpeningken (Tulpingen)       | seit 1952, vorher zu Nemanski, bis 1965, dann mit Tolstowski zusammengelegt zu Chlebnikowski                             |
| Timofejewski   | Timofejewo      | Wedereitischken (Sandkirchen)  | |
| Tolstowski     | Tolstowo        | Löbegallen (Löbenau)           | bis 1965, dann mit Saretschenski zusammengelegt zu Chlebnikowski, der Westteil (u. a. der Ort Uslowoje) kam zu Wesnowski |
| Wesnowski      | Wesnowo         | Kussen                         | |

Von 1963 bis 1965 gehörten auch die Dorfsowjets Bolscheselski, Gudkowski, Malomaschaiski, Petrowski und Schilinski aus dem Rajon Neman zum Rajon Krasnosnamensk.

### Gemeinden 2008–2015

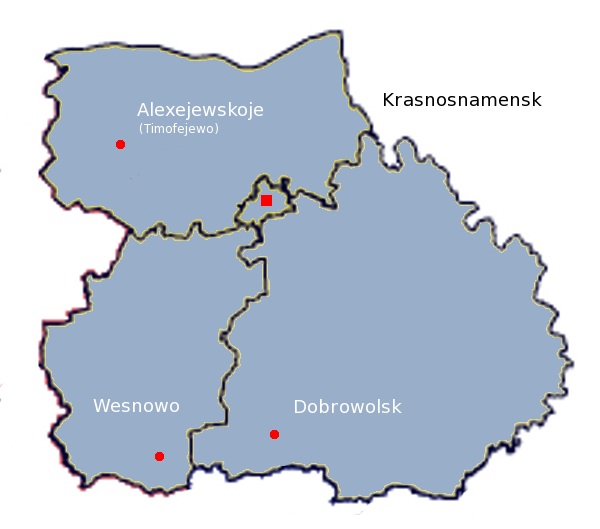
Verwaltungseinteilung des Rajons Krasnosnamensk 2008–2015

| Name                 | Verwaltungssitz | deutscher Name                          | Anzahl der Orte |
| -------------------- | --------------- | --------------------------------------- | --------------- |
| Städtische Gemeinde: |                 |                                         |                 |
| Krasnosnamenskoje    | Krasnosnamensk  | Lasdehnen 1938–45: Haselberg            | 3               |
| Landgemeinden:       |                 |                                         |                 |
| Alexejewskoje        | Timofejewo      | We(e)dereitischken 1938–45: Sandkirchen | 21              |
| Dobrowolskoje        | Dobrowolsk      | Pillkallen 1938–45: Schloßberg          | 19              |
| Wesnowskoje          | Wesnowo         | Kussen                                  | 12              |

### Einwohnerentwicklung
| Jahr | Einwohner |
| ---- | --------- |
| 1959 | 15.971    |
| 1970 | 13.919    |
| 1979 | 12.737    |
| 1989 | 12.488    |
| 2002 | 12.961    |
| 2010 | 12.905    |
| 2021 | 11.082    |

### Funktionsträger

#### Parteisekretäre der WKP(B)/KPdSU 1947–1991
- 1947–1949: Fjodor Sergejewitsch Kotin (Фёдор Сергеевич Котин)
- 1949–1951: I. A. Gorjatschew (И. А. Горячев)
- 1951–1952: P. I. Selenski (П. И. Зеленский)
- 1952–1959: Alexandr Afanassjewitsch Michailow (Александр Афанасьевич Михайлов)
- 1959–1966: Nikolai Wassiljewitsch Sbitnew (Николай Васильевич Сбитнев)
- 1966–1974: Wassili Antonowitsch Klimow (Василий Антонович Климов)
- 1974–1986: Nikolai Makarowitsch Kornejenkow (Николай Макарович Корнеенков)
- 1986–1991: Fjodor Grigorjewitsch Piskarew (Фёдор Григорьевич Пискарев)
- 1991: Wladimir Petrowitsch Sytnjuk (Владимир Петрович Сытнюк)

#### Vorsitzende
- 1946–1947: Fjodor Sergejewitsch Kotin (Фёдор Сергеевич Котин)
- 1947–1948: Ari Iwanowitsch Issaakow (Арий Иванович Исааков)
- 1948–1950: Sergei Pawlowitsch Strekalowski (Сергей Павлович Стрекаловский)
- 1950–1952: A. S. Browkin (А. С. Бровкин)
- 1952–1953: Semjon Nikolajewitsch Alexandrow (Семён Николаевич Александров)
- 1953–1959: S. A. Dolgow (С. А. Долгов)
- 1959–1961: M. S. Sasonkin (М. С. Сазонкин)
- 1961–1963: I. K. Tschinilin (И. К. Чинилин)
- 1963–1972: A. A. Sidelzew (А. А. Сидельцев)
- 1972–1987: Nikolai Fatejewitsch Potschtarenko (Николай Фатеевич Почтаренко)
- 1987–1990: N. W. Ratschok (Н. В. Рачок),
- 1990–1996: Wladimir Petrowitsch Chlimankow (Владимир Петрович Хлиманков)
- 1996–2005: Fjodor Grigorjewitsch Piskarew (Фёдор Григорьевич Пискарев)
- 2005–2015: Wladimir Petrowitsch Sytnjuk (Владимир Петрович Сытнюк)
- 2015–2016: Tatjana Nikolajewna Maximenkowa (Татьяна Николаевна Максименкова)
- 2016–2021: Olga Antonowna Schilowskaja (Ольга Антоновна Шиловская)
- seit 2021: Wiktor Geogrijewitsch Makarow (Виктор Георгиевич Макаров)

#### Verwaltungschefs
- 2015–2018: Wladimir Petrowitsch Sytnjuk (Владимир Петрович Сытнюк)
- seit 2018: Dmitri Anatolewitsch Tschubajew (Дмитрий Анатольевич Чубарев)

## Partnerschaften
Seit 1995 besteht eine Partnerschaft mit der Samtgemeinde Land Hadeln in Niedersachsen.